# 豊田市立梅坪小学校
豊田市立梅坪小学校（とよたしりつ うめつぼしょうがっこう）は、愛知県豊田市梅坪町にある公立小学校。2017年度の学級数は27学級、児童数は753人。豊田市立梅坪台中学校の学区内にある。

## 目標
「教師が変わらなければ子どもは変わらない」というスローガンのもと、全職員の情熱と創意により活力のある学校づくりを目指している。中日ドラゴンズ投手の山内壮馬は、梅坪小学校を巣立って夢を実現したスーパースターである。

## 歴史
母体となったのは豊田市立挙母小学校である。挙母小学校は1872年に挙母郷学校として設立され、のちに挙母第一尋常小学校に改称した。挙母小学校は豊田市でもっとも古い部類に入る小学校であるが、高度経済成長期には児童数が爆増したため、1973年4月1日に挙母小学校から分離独立する形で豊田市立梅坪小学校が設立された。開校時の児童数は456人。
開校時は水田や緑豊かな丘陵が広がる静かな地域だったが、1979年には名鉄豊田線が、1988年には愛知環状鉄道・愛知環状鉄道線が校地の東側を走るようになり、学区の都市化や住宅地化が進んだ。1977年の児童数は747人であり、その後1987年には593人に減少したものの、マンションなどの建設が進んだことから、1988年には646人と再び増加を見せた。

## 1年男児熱中症死亡事故
2018年7月17日、1年生の男子児童が熱中症で倒れて死亡した。
この児童は学校から1キロ離れた公園への校外学習に参加したが、途中で「疲れた」と周囲に訴え、学校に戻った後に意識を失い心肺停止状態に陥った。この日の豊田市は午前中から気温が30度を超えており、気象庁から高温注意情報が出されていた。

死亡事故発生翌日の18日、空調設備の無い体育館で安全に十分配慮した上で全校集会を実施、死亡児童生徒にお悔やみを述べ黙祷。
事故後、梅坪小学校校長、および豊田市教育委員会学校教育課課長が謝罪を述べている。
2019年3月5日、この死亡事故を受け同市教委会が設置した第三者委員会において教員らの熱中症に関する知識不足に加え、適切な救護措置が行われなかった事が事故原因とした報告書を発表。併せて再発防止マニュアルの作成と養護教諭の増員を提言。
同年8月23日、同市が学校側に注意義務違反があったとの結論に至り、死亡児童生徒の遺族に損害賠償金を支払った事を明かした。

## 出身著名人
- 山内壮馬 - 中日ドラゴンズ投手[2]